# (595) Polyxena
(595) Polyxena ist ein Asteroid des Hauptgürtels, der am 27. März 1906 von August Kopff in Heidelberg entdeckt wurde. Seine Bahn weist eine nur geringe Exzentrizität auf (e = 0,06) und ist fast 18 Grad gegen die Ekliptik geneigt. Das Objekt umrundet die Sonne in 5,79 Jahren.
Benannt wurde der Asteroid nach Polyxena, einer trojanischen Prinzessin aus der griechischen Mythologie.